# 松島茂雄
松島 茂雄（まつしま しげお、1924年（大正13年）4月14日 -
1982年（昭和57年）11月2日）は、日本の実業家、美容指導者、和装教育者、ヨガ指導者、文学士、美容師、僧侶。本名 松嶌茂雄。
関西学院大学卒業後、東宝撮影所・美粧部に勤務。退職後、美容研究会・日本尚美会を発会、会長に就任。和装教育団体・全日本和装協会、ヨガ健康法普及団体・国際ヨガ協会を創立。連合会会長として各会の指導・運営に当たる。
株式会社尚美会・代表取締役。宗教法人神通山千光院・院主。

## 経歴

### 生い立ち
1924年〈大正13年〉4月14日、大阪府豊中市に松嶌伊左衛門の長男として誕生。旧制豊中中学・剣道部で全国制覇するなど活躍。関西学院大学・文学部在学中からスポーツ新聞や美術写真集、雑誌 「文芸復興」などの出版事業を手掛ける。

### 「個性美学」 理論とトータル・コーディネイト法をまとめる
- 1948年〈昭和23年〉、阪急東宝グループ創業者の小林一三氏の知己を得て、東宝撮影所（現・東宝スタジオ；東京世田谷区成城）に入社、美粧部で顔とコーディネイトの研究に没頭する。慈恵医科大学で生理学、解剖学を聴講するなど研究範囲は医学、東洋医学、心理学、美術、易学などに及び、人間は個性を発揮してこそ美しいとする「個性美学」 理論とトータル・コーディネイト法をまとめる。
- 1960年〈昭和35年〉、病気により東宝撮影所を退社。このときインド大使館員からヨガの体操・呼吸法を学ぶ。日本個性美学研究所を京都市伏見区に開設。

### 日本尚美会を設立
- 1961年〈昭和36年〉、大阪で初の美容研修会を開催（2月3日）。以後、美容・理容組合などに招かれて指導。賛同者が各地で日本尚美会の支部を結成する。美容雑誌への投稿やラジオ、テレビ出演が増える。全国組織となった日本尚美会から「美容交流訪問団」をタイやフィリピンなど東南アジア諸国に派遣して、美容や和装、ヨガ健康法の紹介などをおこない、好評を博す。
- 1965年〈昭和40年〉、全国32支部となり、美容技術の選手権大会を初めて開催。

### メディア出演と国際交流
- 1966年〈昭和41年〉、「人相と骨」をテーマにテレビ出演。以降、美容雑誌「百日草」[1]165号（1963年8月）「続・個性美学講座～髪のもつ表情と心」ほかへの連載、テレビ出演などが増える。
- 1969年〈昭和44年〉、「美容使節団」を結成して東南アジア5か国へ訪問。美容界の国際交流の先駆けとなる。

### 全日本和装協会・発会
- 日本尚美会においては婚礼衣裳の着付けとコーディネイト法の研究に取り組む部会があった。

きもの着付教室が開校される状況にあって、美容師としてみずからの技術を高めること、個性美学理論を活かしたコーディネイトと伝統的な技法の普及を目的に、和装教育者・幸尻千代二・タミ子夫妻（神戸きもの学院・創立者）の協力を得て、1972年〈昭和47年〉、に全日本和装協会（現・NPO法人尚美流全日本和装協会）を京都で発会する。
以降、全国の日本尚美会を土台に指導者の育成と教室展開をおこなう。受講者の技術向上のために翌年に競技会「第１回全日本きもの着付け選手権大会」を開催する。

### 国際ヨガ美療学会・発会
- 日本尚美会において美容法を研究していた部会では、内面からの美容法としてヨガを研究・実践していた。

静岡県三島市にヨガの修道場を主宰していた沖正弘氏と協力して国際ヨガ美療学会（現・NPO法人国際ヨガ協会）を1972年〈昭和47年〉に発会する。
のちにそれぞれ独自の活動に専念するために沖氏と別れ、団体を国際ヨガ協会と改称。
インドからＨ.Ａ.ラオ師を迎え、またインドへ講師を派遣するなどして伝統的なヨガの研究と並行して、個性美学理論を活かした日本人のためのヨガ健康法の確立をめざす。

### 全日本和装協会及び国際ヨガ協会での研究・普及
- 1973年〈昭和48年〉、松原安治氏（岐阜尚美会・会長）が日本尚美会・会長に就任し、松島は全日本和装協会及び国際ヨガ協会での研究・普及に専念する。

### テレビ番組「ハイ!土曜日です」でヨガ健康法を紹介してヨガブーム

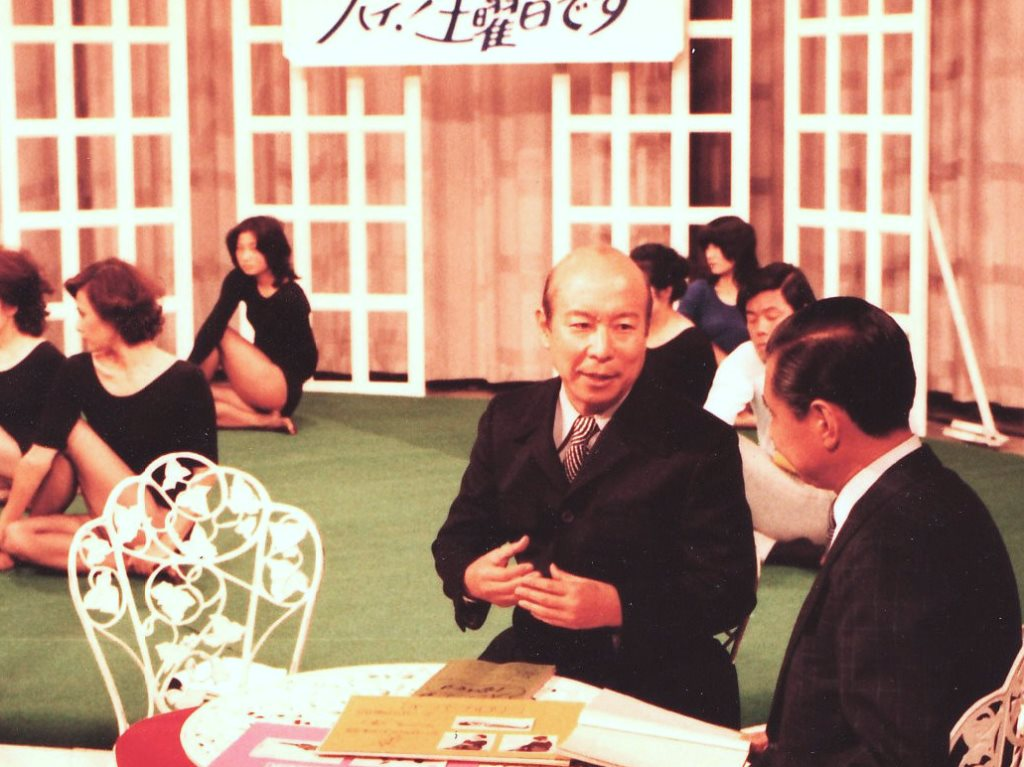
テレビ番組ハイ!土曜日です

- 1979年〈昭和54年〉、テレビ番組「ハイ!土曜日です」（フジテレビ系列）でヨガ健康法を定期的に紹介、全国にヨガブームが起こる。人間の個性を数値化した 「健康視診メディカル・コンピュータ・システム」 を完成。和装指導者による第一回 「全日本プロきもの選手権大会」 を開催。

### 得度。『神通山千光院』住職。「無憂扇温圧療法」の普及
- 1980年〈昭和55年〉、真言宗総本山 「醍醐寺」（京都市伏見区）にて得度、『神通山千光院』（徳島県阿波市土成町）の住職となる。僧名は慶信。民間療法の枇杷の葉を用いる「無憂扇温圧療法」の普及を開始。

### 晩年
- 1982年〈昭和57年〉11月2日、逝去。全日本和装協会、国際ヨガ協会の両団体の役員会の指名により長男・松嶌 徹が両団体の代表を兼務、集団指導体制を整える。翌年、タイ国の古都・アユタヤにある王室ゆかりの寺院・ワット・スワンダララム[2]（アユタヤ）に慰霊碑（パゴダ）が建立される。

## 主著
- 『顔の秘密（和装魅力術入門）』（池田書店、1967年）
- 『ズバリ！人相術』（池田書店、1977年）
- 『魅力術のすべて 』（新樹社）
- 『個性判断 』（新樹社）
- 『ズバリ！三分法』（新樹社、1977 年）
- 『個性美学入門（松原安治共著）』（新樹社）
- 『きもの着付教本（「本科」「専科」「研究科」「高等研究科」）』（尚美流全日本和装協会・教育本部）
- 『きもの着付け小事典・個性をいかす新しい装いきもの着付け小事典』（幸尻タミ子氏との共著；池田書店、1974）
- 『和装技法秘伝』（新樹社、1977年）
- 『きもの着付け読本』（新樹社）
- 『新釈きもの用語集』（新樹社、1980年）
- 『きものの歴史』（新樹社、1981年）
- 『健康視診法』（国際ヨガ協会・教育本部、 1973年）
- 『ヨガ健康法とは』（国際ヨガ協会・教育本部、1976年）
- 『ヨガ詳論（上巻）』（国際ヨガ協会・教育本部、 1979年）
- 『無憂扇温圧療法』（神通山千光院、1979年）
- 『ヨガ詳論（中巻）』（国際ヨガ協会・教育本部、 1982年）
- 松島茂雄寸言集（新樹社、 1981）